# Heidelberg (Texas)
Heidelberg ist ein Census-designated place (CDP) im Hidalgo County, Texas, in den Vereinigten Staaten. Das U.S. Census Bureau hat bei der Volkszählung 2020 eine Einwohnerzahl von 1.507 ermittelt. Der CDP ist ein Teil von dem McAllen–Edinburg–Mission Metropolitan Statistical Area.

## Geografie
Dem United States Census Bureau zufolge hat der CDP eine Gesamtfläche von 7,4 km². 

## Demografie
Laut der Volkszählung aus dem Jahre 2000 gab es im CDP 1586 Einwohner, 371 Haushalte und 339 Familien, die im CDP ansässig waren. Die Bevölkerungsdichte betrug 215,6 Einwohner pro Quadratkilometer. Der Median des Einkommen je Haushalt lag bei US$ 15.926, der Median des Einkommens einer Familie bei US$ 16.759. Das Pro-Kopf-Einkommen liegt bei 4.922 US-Dollar. 42,9 % der Einwohner und 40,3 % der Familien leben unterhalb der Armutsgrenze.
Von den 371 Haushalten hatten 55,5 % Kinder unter 18 Jahre, die im Haushalt lebten. 70,9 % davon waren verheiratete, zusammenlebende Paare. 16,4 % waren allein erziehende Mütter und 8,4 % waren keine Familien. 7,3 % aller Haushalte waren Singlehaushalte und in 4,3 % lebten Menschen, die 65 Jahre oder älter waren. Die Durchschnittshaushaltsgröße betrug 4,27 und die durchschnittliche Größe einer Familie belief sich auf 4,51 Personen. Laut der Volkszählung aus dem Jahre 2000 beträgt das Durchschnittsalter 24 Jahre.

## Schulbildung
Heidelberg gehört zum Mercedes Independent School District. Daneben gibt es noch Magnetschulen vom South Texas Independent School District.